# Lijst van beschermd onroerend erfgoed in Schaarbeek
Een overzicht van het beschermde onroerend erfgoed in Schaarbeek. Het beschermd onroerend erfgoed maakt deel uit van het cultureel erfgoed in België.
| Object | Datum beschermd?      | Bouwjaar/architect                   | Stijl                                 | Typologie                    | Adres                                                  | Coördinaten | Id-nummer?               | Afbeelding                                                                                                |
| --- | --------------------- | ------------------------------------ | ------------------------------------- | ---------------------------- | ------------------------------------------------------ | ----------- | ------------------------ | --- |
| Elektrische lichtmast van Lalaing                                                                         | 04/06/2009            | 1913 Jacques de Lalaing              |                                       | Straatlantaarn               | Louis Bertrandlaan                                     |             | 2264-0097/0              | Elektrische lichtmast van Lalaing                                                                         |
| Geheel van drie art-nouveau-appartementsgebouwen                                                          | 08/05/2008            | 1906 Gustave Strauven                | Art nouveau                           | Architecturaal geheel        | Louis Bertrandlaan 53 - 61, JOSAPHATSTRAAT 334         |             | 2264-0049/0              | Geheel van drie art-nouveau-appartementsgebouwen                                                          |
| Geheel van eclectische huizen                                                                             | 23/07/1992            | 1905 Oscar LAUWERS                   | Eclecticisme                          | Architecturaal geheel        | Louis Bertrandlaan 1 - 2                               |             | 2264-0012/0              | Geheel van eclectische huizen                                                                             |
| Huis Verhaege                                                                                             | 13/07/2006            | 1905 Gustave Strauven                | Art nouveau                           | Huis                         | Louis Bertrandlaan 43                                  |             | 2264-0067/0              | |
| Art-nouveauhuis                                                                                           | 10/07/2008            | 1910 Henri Jacobs                    | Art nouveau                           | Burgerhuis                   | Weldoenersplein 5                                      |             | 2264-0073/0              | Art-nouveauhuis                                                                                           |
| Huis Charles Fortin                                                                                       | 10/07/2008            | -1909 Henri Jacobs                   | Art nouveau                           | Burgerhuis                   | Weldoenersplein 6                                      |             | 2264-0074/0              | Huis Charles Fortin                                                                                       |
| Monument voor de Weldoeners en zijn omgeving                                                              | 10/07/2008            | 1903-1907 Henri Jacobs               | Art nouveau                           | Divers                       | Weldoenersplein                                        |             | 2264-0072/0              | Monument voor de Weldoeners en zijn omgeving                                                              |
| Ereperk der Gefusilleerden                                                                                | 12/01/1983            |                                      |                                       | Groene begraafplaats         | KOLONEL BOURGSTRAAT 102                                |             | 2264-0004/0              | Ereperk der Gefusilleerden                                                                                |
| Es (Fraxinus excelsior)                                                                                   |                       |                                      |                                       | Opmerkelijke boom            | KOLONEL BOURGSTRAAT 58                                 |             | 2264-0080/0              | |
| Sint-Jan en Nikolaaskerk                                                                                  | 22/02/1984            | 1905 J.-P. PEETERS                   | Eclecticisme                          | Kerk                         | BRABANTSTRAAT 78 A, Aarschotstraat 58 - 60             |             | 2264-0006/0              | Sint-Jan en Nikolaaskerk                                                                                  |
| Voormalig domein Walckiers                                                                                | 13/11/2002            |                                      | Classicisme                           | Varia                        | CHAUMONTELSTRAAT 5 - 9                                 |             | 2264-0062/0              | |
| Gemeentehuis van Schaarbeek                                                                               | 13/04/1995            | 1884-1887 Jules-Jacques VAN YSENDYCK |                                       | Gemeentehuis                 | Colignonplein                                          |             | 2264-0007/0              | Gemeentehuis van Schaarbeek                                                                               |
| Voormalig atelier van de kunstenaars Constantin Meunier en Georges-Marie Baltus                           |                       | 1883                                 | Neoclassicisme, Eclecticisme          | Kunstenaarsatelier           | ALBERT DE LATOURSTRAAT 30                              |             | 2264-0046/0              | |
| Plataan (Platanus x hispanica)                                                                            |                       |                                      |                                       | Opmerkelijke boom            | D'HOOGVORSTSTRAAT 2                                    |             | 2264-0059/0              | |
| Station Schaarbeek                                                                                        | 10/11/1994            | 1887 Frans J. SEULEN                 | Eclecticisme                          | Station                      | PRINSES ELISABETHPLEIN 0                               |             | 2264-0021/0              | Station Schaarbeek                                                                                        |
| Eclectisch huis                                                                                           | 25/03/2004            | 1890                                 | Neo-Vlaamse renaissance               | Hoekgebouw                   | OOSTSTRAAT 2, Haachtsesteenweg                         |             | 2264-0064/0              | Eclectisch huis                                                                                           |
| Geheel van art-nouveauhuizen                                                                              | 12/09/1996            | 1905 Henri Jacobs                    | Art nouveau                           | Architecturaal geheel        | MAARSCHALK FOCHLAAN 7 - 11                             |             | 2264-0022/0              | Geheel van art-nouveauhuizen                                                                              |
| Ginkgo (Ginkgo biloba)                                                                                    |                       |                                      |                                       | Opmerkelijke boom            | Haachtsesteenweg 256                                   |             | 2264-0082/0              | |
| Autrique-huis                                                                                             | 30/03/1976            | 1905 Victor Horta                    | Art nouveau                           | Herenhuis                    | Haachtsesteenweg 266                                   |             | 2264-0002/0              | Autrique-huis                                                                                             |
| Huis der Kunsten - voormalig kasteel Eenes-Terlinden - en tuin                                            | 09/11/1993            |                                      | Traditionele architectuur             | Villa en tuin                | Haachtsesteenweg 147                                   |             | 2264-0013/0              | Huis der Kunsten - voormalig kasteel Eenes-Terlinden - en tuin                                            |
| Plataan (Platanus x hispanica)                                                                            |                       |                                      |                                       | Opmerkelijke boom            | Haachtsesteenweg, VOGLERSTRAAT 0, ERNEST               |             | 2264-0071/0              | |
| Sint-Servaaskerk                                                                                          | 09/10/2003            | 1871-1876 G. HANSOTTE                | Eclecticisme                          | Kerk                         | Haachtsesteenweg 253                                   |             | 2264-0055/0              | Sint-Servaaskerk                                                                                          |
| Wachthuisje - Sint-Servaashalte                                                                           | 20/04/2006            |                                      | Eclecticisme                          | Tramhuisje                   | Haachtsesteenweg, LOUIS BERTRANDLAAN 0                 |             | 2264-0020/0              | Wachthuisje - Sint-Servaashalte                                                                           |
| Complex gevormd door de "École communale n°1", "La Ruche", de turnzaal en de voormalige nijverheidsschool | 02/04/1999            | 1907 Henri Jacobs                    | Art nouveau                           | Functioneel geheel           | JOSAPHATSTRAAT 229, BIJENKORFSTRAAT 30, JOSAPHATSTRAAT |             | 2264-0054/0              | Complex gevormd door de "École communale n°1", "La Ruche", de turnzaal en de voormalige nijverheidsschool |
| Blauwe ceder (Cedrus Atlantica "glauca")                                                                  |                       |                                      |                                       | Opmerkelijke boom            | Lambermontlaan 364                                     |             | 2264-0070/0              | |
| Hemelboom (Ailanthus altissima)                                                                           |                       |                                      |                                       | Opmerkelijke boom            | HELIOTROPENLAAN 1, Lambermontlaan 0                    |             | 2264-0088/0              | |
| Josaphatpark                                                                                              | 31/12/1974            |                                      |                                       | Park                         | AMBASSADEUR VAN VOLLENHOVENLAAN 0, ALGEMEEN            |             | 2264-0001/0              | Josaphatpark                                                                                              |
| Sint-Suzannakerk                                                                                          | 27/03/2003 04/05/2006 | 1925 Jean Combaz                     | Modernisme                            | Kerk en omgeving             | GUSTAVE LATINISLAAN 50                                 |             | 2264-0008/0&2264-0008/01 | Sint-Suzannakerk                                                                                          |
| Voormalig atelier van de schilder Godefroid Guffens                                                       |                       | 1875                                 | Eclecticisme, Neo-Vlaamse renaissance | Kunstenaarsatelier           | LEHONPLEIN 4                                           |             | 2264-0014/0              | Voormalig atelier van de schilder Godefroid Guffens                                                       |
| Kersenboom (Prunus avium)                                                                                 |                       |                                      |                                       | Opmerkelijke boom            | MILCAMPSLAAN 68                                        |             | 2264-0058/0              | |
| Voormalig atelier van meester-glazenier Colpaert                                                          |                       | 1905 Adolphe DEBOODT                 | Modernisme                            | Kunstenaarsatelier           | MONROSESTRAAT 33 - 35                                  |             | 2264-0044/0              | Voormalig atelier van meester-glazenier Colpaert                                                          |
| Les Pavillons français                                                                                    | 19/04/2007            | 1931-1934 Marcel PEETERS             | Art deco                              | Appartementsgebouw           | NOTELAARSTRAAT 282                                     |             | 2264-0081/0              | Les Pavillons français                                                                                    |
| Art-decohuis                                                                                              | 07/03/2002            |                                      | Art deco                              | Huis                         | PALEIZENSTRAAT 11, POSTSTRAAT 121                      |             | 2264-0063/0              | Art-decohuis                                                                                              |
| Koninginneplein en omgeving van de Sint-Mariakerk                                                         | 03/10/1983            |                                      |                                       | Groene omgeving van een kerk | KONINGINNEPLEIN 00                                     |             | 2264-0005/0              | Koninginneplein en omgeving van de Sint-Mariakerk                                                         |
| Koninklijke Sint-Mariakerk                                                                                | 09/11/1976            | 1844 H.D.L. VAN OVERSTRAETEN         | Neobyzantijns                         | Kerk                         | KONINGINNEPLEIN 0                                      |             | 2264-0003/0              | Koninklijke Sint-Mariakerk                                                                                |
| Plataan (Platanus x hispanica)                                                                            |                       |                                      |                                       | Opmerkelijke boom            | KONINGINNELAAN 141                                     |             | 2264-0084/0              | |
| Gemeenteschool nr 11-13                                                                                   | 25/09/2008            | 1913-1922 Henri Jacobs               | Art nouveau                           | Scholencomplex               | ROODEBEEKLAAN 103, ROODEBEEKLAAN 59 - 61               |             | 2264-0077/0              | |
| Residentie Max Roos                                                                                       |                       |                                      |                                       | Appartementsgebouw           | MAX ROOSSTRAAT 28                                      |             | 2264-0086/0              | |
| Eclectisch huis                                                                                           | 08/08/1988            | 1905 Alf. LECLOUF                    | Eclecticisme                          | Huis                         | Koningsstraat 328                                      |             | 2264-0011/0              | Eclectisch huis                                                                                           |
| Plataan (Platanus x hispanica)                                                                            |                       |                                      |                                       | Opmerkelijke boom            | RUBENSSTRAAT 47                                        |             | 2264-0066/0              | |
| Huis Devalck                                                                                              | 04/06/2009            | 1900 Gaspard Devalck                 | Art nouveau                           | Varia                        | ANDRE VAN HASSELTSTRAAT 32 - 34                        |             | 2264-0085/0              | Huis Devalck                                                                                              |
| Modernistisch huis                                                                                        | 06/02/1997            | 1924 Alfred NYST                     | Modernisme                            | Huis                         | VERGOTESQUARE 16                                       |             | 2264-0045/0              | Modernistisch huis                                                                                        |
| Woning Fournier                                                                                           | 16/03/1995            | 1922 Alfred NYST                     | Art deco                              | Herenhuis                    | VERGOTESQUARE 45                                       |             | 2264-0017/0              | Woning Fournier                                                                                           |
| Woning en atelier van de kunstenaar Alfred Ruytinx                                                        |                       | 1906                                 | Art nouveau                           | Kunstenaarswoning en atelier | VOGLERSTRAAT 17 A - 17                                 |             | 2264-0040/0              | Woning en atelier van de kunstenaar Alfred Ruytinx                                                        |